# Rudolf Utpadel
Rudolf Utpadel (ur. 24 stycznia 1839 w Szczecinie, zm. 2 grudnia 1922 w Penkun) – niemiecki botanik, badacz flory Pomorza. Był synem nauczyciela i kantora w Dołujach (Neuenkirchen) pod Szczecinem. Uczył się w seminarium nauczycielskim w Szczecinie (1858–1860), a następnie przez 40 lat był nauczycielem w jednej ze szczecińskich szkół (Ministerialschule). Następnie przeniósł się do Penkun, gdzie zajmował się pszczelarstwem. 
Nie opublikował żadnej samodzielnej pracy, ale wyniki swoich badań florystycznych przekazał Wilhelmowi Müllerowi, który włączył je do swojej „Flora von Pommern” (1898). Paul Ascherson i Paul Graebner (1899) w swojej krytycznej recenzji uznają zresztą opublikowanie danych Utpadela za jedyny walor tej publikacji. Ci sami autorzy cytują jego dane w pracy „Flora des Nordostdeutschen Flachlandes” (1898–1899). Także Ernst Holzfuss wskazał Utpadela jako jednego z najlepszych florystów swoich czasów w Niemczech. Utpadel był członkiem Towarzystwa Entomologicznego w Szczecinie (Entomologischer Verein in Stettin). Trzy lata przed śmiercią przekazał swój zielnik do Muzeum Przyrodniczego Miasta Szczecina (Naturkundemuseum der Stadt Stettin).